# Конституция Бельгии
Конституция Бельгии (нидерл. Belgische Grondwet, фр. Constitution belge, нем. Verfassung Belgiens) — основной закон Королевства Бельгия, принятый в 1831 году. С этого момента Бельгия стала парламентской монархией, где применяются принципы ответственности министерств за реализацию государственной политики и разделения властей. Конституция постановила, что Бельгия является централизованным унитарным государством, однако с 1970 года в ходе последовательных государственных реформ, Бельгия постепенно стала федеративным государством. 
Последние радикальные поправки в конституцию были внесены в 1993 году. Одной из важнейших перемен было включение в текст конституции информации об Арбитражном суде, чьи полномочия были расширены специальным законом 2003 г. Таким образом Арбитражный суд стал конституционным и в мае 2007 г. был официально переименован в Конституционный суд. Данный суд обладает полномочиями проверять соответствие законов и декретов статьям второго раздела Конституции (статьи с 8 по 32), а также статьям 170, 172 и 191.

## История
После революции 1830 года Бельгия, ранее входившая в состав Нидерландов, получила независимость. К 25 ноября 1830 года временное правительство Бельгии подготовило черновую версию конституции нового государства и передало её на рассмотрение Национальному конгрессу — временному законодательному органу, сформированному специально для принятия новой конституции. Члены конгресса представляли широкий спектр политических сил. Как пишут современные бельгийские историки, Конституция представляла собой компромисс между землевладельцами и духовенством с одной стороны и либеральным средним классом с другой. Консервативные силы были готовы адаптироваться к неизбежным переменам, но желали сохранить преемственность политической системы, предотвратить радикальные перемены. Средний класс, в свою очередь, несмотря на намерение провести системные радикальные реформы, проявил свойственную раннему либерализму сдержанность. Авторы конституции вдохновлялись французскими конституциями 1791, 1814 и 1830 гг., голландской 1814 г. и английскими конституционными принципами. 
Конгресс одобрил предложенный временным правительством проект 7 февраля 1831 года. Конституция вступила в силу 26 июля 1831 года.
Бельгия стала конституционной монархией с двухпалатным парламентом. На её трон был призван герцог Леопольд из Саксен-Кобург-Готской династии. Конституция гарантировала разделение властей на исполнительную, законодательную и судебную, а также свободу выражения, образования, вероисповедания, прессы, хотя избирательное право было жестко ограничено имущественным цензом. Несмотря на либеральный характер, конституция сделала привилегированным положение католической церкви.

Конституция 1831 года стала символом бельгийского национализма XIX века. Британский юрист А.В.Дайси отмечал, что бельгийский документ "действительно очень близок к письменной репродукции английской конституции". Бельгийский прецедент также вдохновил либеральные движения в других европейских странах, включая Данию, принявшую похожую конституцию в 1849 году. Историк Дж.А.Хоугуд писал:
Бельгийская конституция 1831 года быстро сменила испанскую 1812-го повсюду, разве что кроме далёкой глуши Латинской Европы и Латинской Америки, в качестве маяка либералов и радикалов, которые стояли на не слишком левых позициях [...] не желая свергнуть все монархии и заменить их республиками. Везде, где строго ограниченная конституционная монархия подходила идеально, Бельгия и король Леопольд были прекрасным примером. В бельгийской конституции было всё - отчетливо признавался суверенитет народа; монарх и династия были обязаны своим положением присяге конституции; двухпалатный парламент, где обе палаты полностью избирались народом; независимая судебная власть; оплачиваемое государством, но независимое от него духовенство; декларация гражданских прав, твёрдо базировавшаяся на принципах 1776 и 1789 гг., при этом, во многом эти положения были усовершенствованы.
Официальная версия конституции 1831 года была написана на французском языке и была понятна лишь части населения. Официальная версия на нидерландском была впервые принята лишь в 1967 году. До тех пор нидерландский текст представлял собой простой перевод без юридической ценности. С 1991 г. также существует официальная версия конституции на немецком языке. 

## Административное устройство
В 1831 году Бельгия была унитарным государством, разделённым на провинции. Однако неоднородность населения Бельгии привела к ряду реформ в административном управлении.
- 1893 и 1921 годы — усиление роли фламандского населения в политической жизни страны.
- В 1970 году страна была разделена на три культурных сообщества, фламандское, французское и немецкоязычное. Каждое из сообществ обладало своей территорией и было наделено определённой автономией в вопросах культуры.
- В 1980 году полномочия созданных в ходе реформы 1970 года сообществ были расширены. Каждое сообщество получило собственное правительство и парламент, в компетенцию которых входило местное здравоохранение и социальное обеспечение. Кроме того, Бельгия была разделена на два региона, Фландрию и Валлонию. Каждый из этих регионов также получил собственные правительство и парламент. Брюссель не был отнесён к какому-либо из указанных регионов, его статус был определён во время последующих реформ.
- В 1988—1989 годы Брюссель получил статус полноценного региона. Полномочия регионов и сообществ были существенно расширены.
- В 2001 году в рамках очередного этапа административной реформы были усилены полномочия регионов и сообществ, а также упорядочено взаимодействие двух языковых сообществ в столичном регионе Брюсселя.

В настоящее время согласно статьям 1-7 конституции Бельгия является федерацией, включающей в себя три региона (Фландрия, Валлония и Брюссель), три сообщества (фламандское, французское и немецкоязычное) и четыре языковые зоны (двуязычный Брюссель, а также зоны голландского, французского и немецкого языков). Регионы и сообщества осуществляют управление в рамках своей компетенции; федеральное правительство обладает полномочиями лишь в тех областях, которые явно указаны в конституции.

## Права и свободы

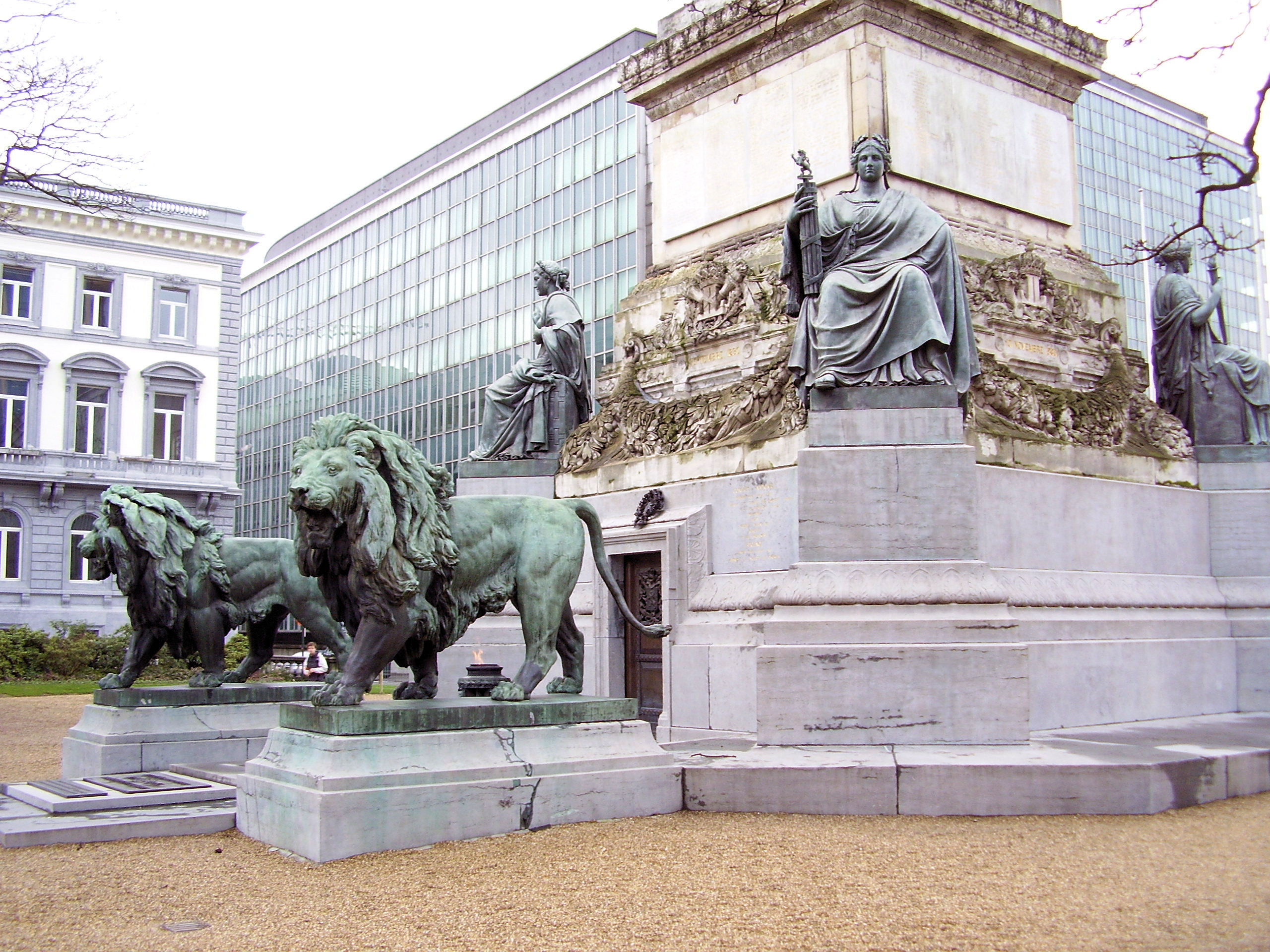
Четыре статуи у подножия Колонны конгресса символизируют свободу вероисповедания, ассоциаций, образования и печати

Все граждане Бельгии равны перед законом. Сословных различий между гражданами не существует.
Никто не может быть арестован или подвергнут наказанию иначе чем по решению суда. Некоторые виды наказаний явным образом запрещены конституцией (конфискация имущества, смертная казнь, гражданская смерть). Гарантируется неприкосновенность личности и имущества, конфиденциальность переписки.
Свобода слова и свобода печати не ограничены ничем, за исключением ситуаций, когда злоупотребление ими может быть признано преступлением. В качестве примера можно привести действующий в Бельгии закон, устанавливающий ответственность за отрицание Холокоста. При этом, если автор противозаконного текста известен и находится в Бельгии, издатель не может быть привлечён к ответственности за содержание текста (статья 25). Граждане Бельгии имеют право собираться мирно и без оружия (за исключением собраний на открытом воздухе, регулируемых местными законами), а также создавать любые общественные объединения.
Статья 23 гарантирует право на достойную жизнь. Сюда относятся:
- право на трудоустройство;
- право на социальную защищённость, то есть на социальную, медицинскую и юридическую помощь;
- право на достойное жильё;
- право на здоровую окружающую среду;
- право на культурную и социальную реализацию.

В дополнение к вышеперечисленному, статья 24 объявляет обязательное всеобщее бесплатное образование.

## Федеральные органы власти
Согласно статье 33, источником власти в Бельгии является её народ. Федеральная законодательная власть принадлежит королю и двухпалатному парламенту, исполнительная — королю, а судебная — судам, выносящим свои решения именем короля.

### Монархия
Согласно статье 85, бельгийский трон наследуется прямыми потомками Леопольда Саксен-Кобург-Готского по праву первородства. Если прямых потомков нет, то король обладает правом самостоятельно назначить своего наследника.
Согласно статье 87, король не может быть главой другого государства без согласия обеих палат федерального парламента. Эта статья была использована лишь однажды, в 1885 году, когда король Леопольд II также стал главой Свободного государства Конго.

### Законодательная власть
Нижней палатой федерального парламента является палата представителей. Она состоит из 150 депутатов, напрямую избираемых гражданами Бельгии по пропорциональной системе каждые 4 года.
Верхней палатой бельгийского парламента является сенат. 40 сенаторов избираются населением напрямую, 21 сенатор — парламентами сообществ, а ещё 10 — кооптацией.
Кроме того, согласно статье 72, все члены королевской семьи по праву рождения могут становиться сенаторами, получая место в сенате и право голоса при достижении
возраста в 21 год.

### Исполнительная власть
Согласно статье 96, король назначает министров и освобождает их от должности. Если палата представителей абсолютным большинством голосов выражает вотум недоверия правительству, последнее уходит в отставку. При этом депутаты палаты представителей должны в течение трёх дней после отставки предоставить королю на утверждение кандидатуру нового премьер-министра.
Министрами могут быть только бельгийцы. Члены королевской семьи не имеют права становиться министрами. Совет министров должен насчитывать не более 15 человек и состоять из равного количества фламандцев и франкофонов (исключение может быть сделано для премьер-министра).
Ни одно распоряжение короля не может быть приведено в исполнение без контрольной подписи соответствующего министра; последний при этом берёт на себя всю полноту ответственности.

### Судебная власть
Судом высшей инстанции является Верховный суд Бельгии. Конституция также учреждает пять судов апелляционной инстанции (в Брюсселе, Генте, Антверпене, Льеже и Монсе).
Согласно статье 150, рассмотрением уголовных и политических дел, а также дел, связанных с журналистикой, занимается суд присяжных. Исключение сделано для правонарушений в прессе, связанных с расизмом и ксенофобией.